# Ferrocromo

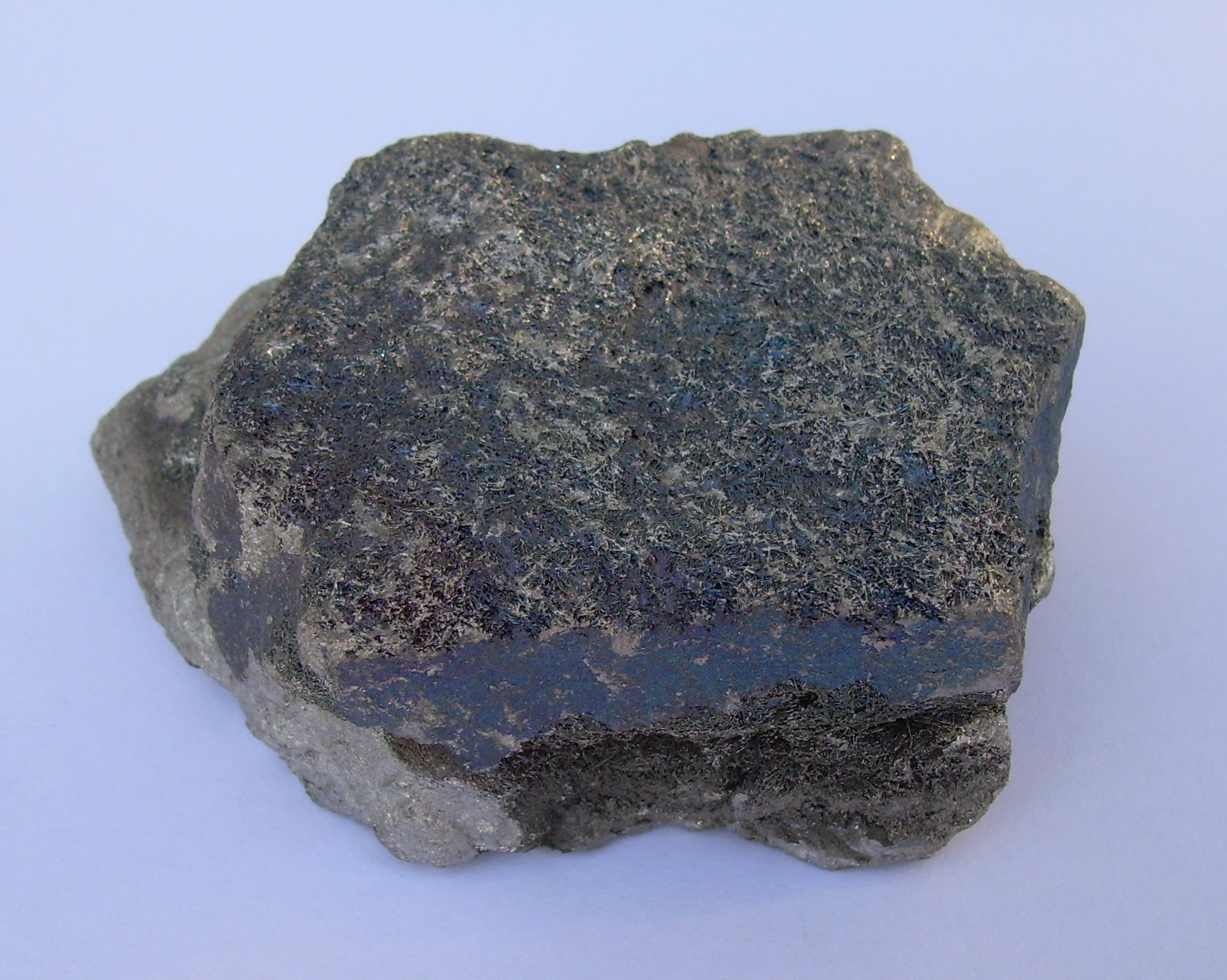
"Ferrocromo"

Ferrocromo es el nombre dado a una aleación de hierro y cromo que se emplea en la fabricación de aceros, particularmente aceros inoxidables y en la fabricación de hierro fundido. El contenido de ferrocromo varía de 45 hasta 95% en masa por lo general (de acuerdo con la norma ISO 5448-1981 el contenido va desde 45 hasta 75% en masa). Su uso depende básicamente de su contenido de carbono, clasificándose generalmente en la industria como:
1. Ferrocromo de alto carbono (HC FeCr) Con un contenido de C de 4 a 10%
2. Ferrocromo de medio contenido de carbono (MC FeCr) Con un contenido de 0.5 a 4% de C
3. Ferrocromo de bajo carbono (LC FeCr) Con un contenido de 0.01 a 0.5% de C